# 岡山県立金川高等学校
岡山県立金川高等学校（おかやまけんりつ かながわこうとうがっこう）は、岡山県岡山市にかつて存在した県立高等学校である。
本校と岡山県立福渡高等学校を再編した岡山県立岡山御津高等学校が2005年に開校したことを受け、2007年に閉校した。なお、岡山県立岡山御津高等学校は本校の施設を継承したものである。
前身である私立岡山普通予備学校および私立養忠学校についてもこの項で扱う。

## 沿革

### 年表
- 1884年 岡山市磨屋町に私立岡山普通予備学校を設立。
- 1899年 岡山市内山下に移転。私立養忠学校と改称。
- 1904年 御津郡金川村（現：岡山市北区御津金川）に移転、改組。金川中学校（旧制）を設立。
- 1948年 学制改革により新制高等学校となる。
- 1952年 県営に移管。岡山県立金川高等学校となる。
- 1962年 それまでの小学区制から全県学区制となる。
- 2002年 岡山県教育委員会、金川高校、福渡高校、弓削高校の統合検討を発表。
- 2003年 岡山県教育委員会、金川高校および福渡高校を統合し、金川高校校地へ新設高を設置することを発表。(弓削高校は統合せず)
- 2005年 新規生徒の募集を停止。校地内に新設高である岡山御津高校が開校。
- 2007年 閉校。

### 私立岡山普通予備学校時代
旧制岡山中学校（現・岡山朝日高等学校）の入学希望者に対し予備的教授を行う学校として、岡山中学校および岡山師範学校（現・岡山大学教育学部）の教師らにより設立された（当時は岡山中学校と岡山師範学校が完全に分離されていなかった）。当初、岡山市磨屋町にあった薬師院境内の坊宇を使用したが、火災のため1888年に岡山県尋常師範学校（岡山師範学校が改称）内に移転。さらに1889年には薬師院隣にあった岡山寺、1892年には岡山市石井にあった長延寺と移転を重ねた。校名についても、設立当初は「私立岡山普通予備学校」、1886年には「私立普通学校」、1888年には「岡山普通学校」と変遷した。

### 私立養忠学校時代
1899年、岡山市内山下に移転し、校名を「私立養忠学校」と改めた。この校地は当時校長で旧岡山藩家老であった男爵日置健太郎が邸宅地を提供したものであり、さらに旧藩主池田章政の資金援助を受けていた。現在この場所は岡山県立図書館となっている。3年制の本校を卒業した者は、岡山中学校の4年へ編入する試験を受ける資格が与えられた。しかし生徒数の増大により岡山中学校も全てを受け入れられなくなり、また、生徒に岡山中学校へのライバル心が醸成され、独立した中学校への改組を望む声が高まるようにもなった。これを受けて日置は、中学校への改組を模索した。

なおこのころ、山田耕筰が在学している。

### 私立金川中学校の設立
日置家の領地であった御津郡金川村は明治維新以降衰退しつつあった。そのような中で、日置が中学校改組の途を探っていることを知った村は、村興隆のためもあり、中学校の誘致・校舎の提供を申し出た（この1903年5月10日を本校の開校記念日とした）。日置はこれを受け、同年12月末に養忠学校を廃止し、1904年1月、金川村に校舎竣工。同月「私立金川中学校」を開校した。

### 戦前期
日置はその後校長を辞し、後に校主も退いた。その間、本校は日露戦争後の恐慌等により経営難を繰り返し、1919年頃には県営への移管の声もあがったが、反対の声が挙がり実施されなかった。しかし1922年、職員の罷免を巡って同盟休校が勃発し、善後策として翌1923年、一時的に町立（金川村は金川町に移行していた）に移管。1924年には町の手を離れ、財団法人による経営となった。

なお、大正末期以降、台湾の中学校等を卒業した私費留学生を受け入れており、1946年までに224人の外地の卒業生を送り出している。

### 県営への移管
戦後、学制改革によって、「私立金川高等学校」となったが、再び経営が困難となった。さらにこのころ、従来から金川にあった公立の青年学校が、同じく学制改革によって「御津郡金川町外六ヶ村組合立御津高等学校」（現在の岡山御津高等学校とは別）に移行されたものの、新制高等学校の設置基準に適合させることが難しい状況が発生していた。そこで、組合立（公立）移管による両校の統合によってこの問題を解決することになった。1949年4月統合、5月には「公立岡山県金川高等学校」開校式が挙行された。

同年6月、学区制の再編成案が発表されたが、小学区制を採用した岡山県の同案は本校が考慮されたものではなかったため、計画の見直しを求める運動が展開された。学区制は本校を考慮したものへ変更するよう答申がなされたが、その答申は本校の県営への移管をも勧告するものであった。1952年、「岡山県立金川高等学校」となった。

## 著名な出身者
- 山田耕筰 - 作曲家、指揮者。1901年養忠学校入学。在学1年余りで関西学院中等部へ転校。
- 坪田譲治 - 児童文学作家。1902年養忠学校入学。1907年金川中学校卒。
- 宮田喜代蔵 - 経済学者、神戸大学名誉教授。1914年金川中学校卒。
- 里村欣三 - プロレタリア作家、従軍作家。関西中学校を除名され、1919年金川中学校編入。2ヵ月後、除名処分。
- 呉新栄(zh:吳新榮) - 台湾文学者、政治家、医師。1925年金川中学校入学、1927年卒。
- 蓬郷巌 - 官吏、郷土史家。1930年金川中学校卒。
- 大森隆裕 - 作家、演出家。1988年金川高校卒。
- 昼間たかし - ルポライター